# The☆Pea～ce! / 充滿愛的大宇宙
「The☆Pea～ce! / 充滿愛的大宇宙」（ザ☆ピ〜ス! / でっかい宇宙に愛がある）是日本的女子偶像組合「早安少女組。」的第12张单曲。於2001年7月25日由zetima发售。

## 概要
- 「The☆Pea～ce! / 充滿愛的大宇宙」是早安少女組。第一張2A單曲。
- 此單曲只有「CD ONLY」1個版本。
- 在8月6日於公信榜單曲週排行榜取得第1位，繼「I WISH」後第5張公信榜每周銷量排名第一的單曲。
- 在第52回NHK紅白歌合戰以組曲形式演唱（Mr. Moonlight ～愛的Big Band～ + The☆Pea～ce!）
- 在第58回NHK紅白歌合戰與Berryz工房和℃-ute以組曲形式演出，曲目為LOVE MACHINE - The☆Pea～ce! - 戀愛革命21 - 交往中卻像單相思 - 都會女孩 純情 - LALALA　幸福之歌。

## 收錄內容

### CD
1. The☆Pea～ce!
（作詞・作曲：淳君　編曲：ダンス☆マン）
2. 充滿愛的大宇宙
（作詞・作曲：淳君　編曲：鈴木俊介）
3. The☆Pea～ce!(Instrumental)
4. 充滿愛的大宇宙(Instrumental)